# نظام تحديد الجنس Z0
نظام تحديد الجنس Z0 (بالإنجليزية: Z0 sex-determination system)‏ هو النظام المسؤول عن تحديد جنس العديد من أنواع العث.في هذه الأنواع، يكون لدى الذكور كروموسومان Z، بينما للإناث كروموسوم Z واحد فقط.